# 八郎潟新農村建設事業団
八郎潟新農村建設事業団（はちろうがたしんのうそんけんせつじぎょうだん）は、かつて秋田市に置かれていた特殊法人である。八郎潟新農村建設事業団法（昭和40年法律第87号）により設立された。
国営八郎潟干拓事業（この法律の施行の際現に国が八郎潟において土地改良法第87条の2第1項の規定により行なつている同項第2号の事業（八郎潟新農村建設事業団法第43条第1項各号列記以外の部分））により生ずる土地につき、総合的かつ計画的に農地等の整備、農村施設の造成等の事業を行うことにより、当該土地に係る区域に模範的な新農村を建設することを目的としていた。
1978年（昭和53年）に、農用地開発公団法の一部を改正する法律により解散する。一切の権利及び義務は、農用地開発公団（現：森林研究・整備機構森林整備センター）が承継した。

## 概要
政府が資本金の全額を出資した。

### 干拓予定地の配分
農林大臣は、事業団の意見をきき、国営八郎潟干拓事業により造成されるべき干拓地（以下「干拓予定地」という。）のうち、事業団に配分することを相当と認めるものを選定した。事業団はこれにしたがい、国営八郎潟干拓事業の完了の期日において、配分通知書に記載された場所の干拓予定地につき造成される干拓地の所有権を取得した。事業団は、これらにかかる費用の一部を負担した。

### 業務
事業団は、農林大臣が指示した基本計画にもとづいて作成した事業実施計画を大臣に提出したうえで、以下の業務をおこなった。
- 秋田県南秋田郡大潟村の区域内における農地、宅地その他の用に供する土地の整備を行うこと。
- 大潟村の区域内における次に掲げる施設の造成（当該施設と一体的に使用される施設の造成で大潟村に隣接する市町村の区域内におけるものを含む。）を行うこと。

1. 公用又は公共用に供する施設及び住民の共同の福祉のため必要な政令で定める施設（次号に掲げるものを除く。）
2. 農業に係る共同利用施設及び農業者のための集団的な住宅

また、業務方法書を作成し、大臣の認可を受けたうえで、以下の業務をおこなった。
- 第二号に掲げる施設の用に供する土地その他の土地で、配分により取得した土地の譲渡しを行うこと。
- 大潟村の区域内における農業者の農業の用に供する機械器具の譲渡し及び貸付けを行うこと。

事業団は、前項の業務のほか、国又は地方公共団体からの委託を受けて次の業務を行うことができた。
- 農業に関する技術及び知識の普及指導を行うこと。
- 大潟村又はこれに隣接する市町村の区域内にある土地改良財産（土地改良法第九十四条の土地改良財産をいう。）の管理を行うこと。

これらの事業の受益者または土地改良区は、その範囲で賦課金を負担した。

### 土地の譲渡し
事業団は、譲受申込書を提出した者のうちから、公告された土地譲渡計画に係る土地を譲り渡すことが適当と認められる者を選定し、その者に当該土地を譲り渡した。譲渡しの契約においては、土地を譲り受けた日から起算して八年を経過しない間に、他の用途に供したり、所有権の移転もしくは使用収益権の設定を行った場合、ペナルティとして納付金を徴収するものとされた。

### 財務及び会計
公団は事業年度毎に農林大臣から、予算等の認可、財務諸表の承認をうけた。また、大臣の認可をうけて長期借入金又は短期借入金および八郎潟新農村建設債券の発行をおこなった。政府からは一定の範囲で債務保証がなされた。